# 小川直之
小川 直之（おがわ なおゆき、1953年2月 - ）は、日本の民俗学者。國學院大學文学部名誉教授。

## 来歴
神奈川県出身。1975年に國學院大學文学部文学科を卒業後、平塚市博物館学芸員を経て、1994年から國學院大學文学部専任講師、1996年に助教授、2003年に教授。1995年に「摘田稲作の民俗学的研究」で國學院大學より博士（民俗学）の学位を取得。2018年柳田國男記念伊那民俗学研究所所長。2023年退任。

## 著書
- 『地域民俗論の展開』 岩田書院、1993年
- 『摘田稲作の民俗学的研究』 岩田書院、1995年
- 『歴史民俗論ノート－地蔵・斬首・日記－』 岩田書院、1996年
- 『折口信夫・釈迢空 その人と学問』（編著）　おうふう、2005年
- 『日本の歳時伝承』 アーツアンドクラフツ、2013年、角川ソフィア文庫、2018年
- 『折口信夫　死と再生、そして常世・他界』（編著）、「やまかわうみ別冊」アーツアンドクラフツ、2018年
- 『折口信夫 : 「生活の古典」への誘い (伊那民研叢書 ; 8)』柳田國男記念伊那民俗学研究所、2024年